# (7956) Yaji
(7956) Yaji (1993 YH) – planetoida z grupy pasa głównego asteroid okrążająca Słońce w ciągu 5,44 lat w średniej odległości 3,09 j.a. Odkryta 17 grudnia 1993 roku.